# 1997 AN4
1997 AN4 är en asteroid i huvudbältet som upptäcktes den 6 januari 1997 av den japanska astronomen Takao Kobayashi vid Ōizumi-observatoriet.
Asteroiden har en diameter på ungefär 4 kilometer.